# Incendie de Buthidaung
L'incendie de Buthidaung (birman : ဘူးသီးတောင်မြို့) fait référence à l'incendie délibéré d'une grande partie de la ville à majorité rohingya de Buthidaung (en), probablement par le groupe insurgé arakanais de l'Armée d'Arakan (AA). L'incendie se produit peu de temps après que l'Armée d'Arakan ait pris la ville lors de son offensive dans l'État de Rakhine, en Birmanie.

## Contexte
Les habitants de Buthidaung affirment que les forces de la junte se sont retirées de la ville le 15 mai. Vers 18 h 30, le 17 mai, des anciens rohingyas rencontrent des soldats de l'Armée d'Arakan dans un village voisin. Là, les soldats ordonnent aux habitants d'évacuer immédiatement. Les habitants refusent, affirmant qu'ils n'ont nulle part où aller. Les forces de l'Armée d'Arakan entrent dans la ville quelques heures plus tard.

## Incendie
À 21 h 30, un habitant signale que les habitants du nord de Buthidaung commencent à fuir leurs maisons, « nous avertissant que l'AA arrive et brûle des maisons ». Vers 22 h 0, le 17 mai, des habitants signalent que des soldats de l'AA commencent à incendier des bâtiments à Buthidaung à l'aide de bâtons imbibés d'essence. En commençant par le sud de la ville, des incendies sont allumés encerclant la ville. Après que des rohingyas locaux tentent de se réfugier dans l'hôpital de la ville, celui-ci est également incendié. De nombreux rohingyas fuient soit vers le nord en direction de la frontière entre le Bangladesh et la Birmanie, soit vers l'ouest en direction de la ville de Maungdaw contrôlée par la junte, beaucoup de ces derniers se regroupant près de la prison de Buthidaung. Les civils en fuite sont arrêtés par des soldats de l'Armée d'Arakan, qui tirent en l'air, déclenchant une bousculade. Les rohingyas en fuite sont également harcelés et extorqués. Finalement, jusqu'à 200 000 Rohingyas sont déplacés par les incendies, dont beaucoup se retrouvent sans nourriture ni médicaments. Beaucoup d'autres cherchent refuge dans le centre de Buthidaung dans tous les espaces disponibles.

## Réactions
Yanghee Lee, ancien rapporteur spécial des Nations Unies sur la Birmanie et fondateur du SAC-M, déclare : « Des informations crédibles indiquent que des rohingyas de Buthidaung ont été la cible d'attaques de l'AA. Il existe un risque réel que ces attaques s'intensifient. » James Rodehaver, directeur du Bureau des droits de l'homme des Nations Unies pour la Birmanie, déclare à Reuters que « tout » des entretiens menés par son organisation avec les habitants suggère que l'Armée d'Arakan est responsable. L'Armée d'Arakan nie toute implication dans l'incendie de la ville, affirmant qu'une frappe aérienne de la Tatmadaw a provoqué l'incendie et accusant la population rohingya locale d'être des « saboteurs » et des « égoïstes ».